# Castelul Neuschwanstein

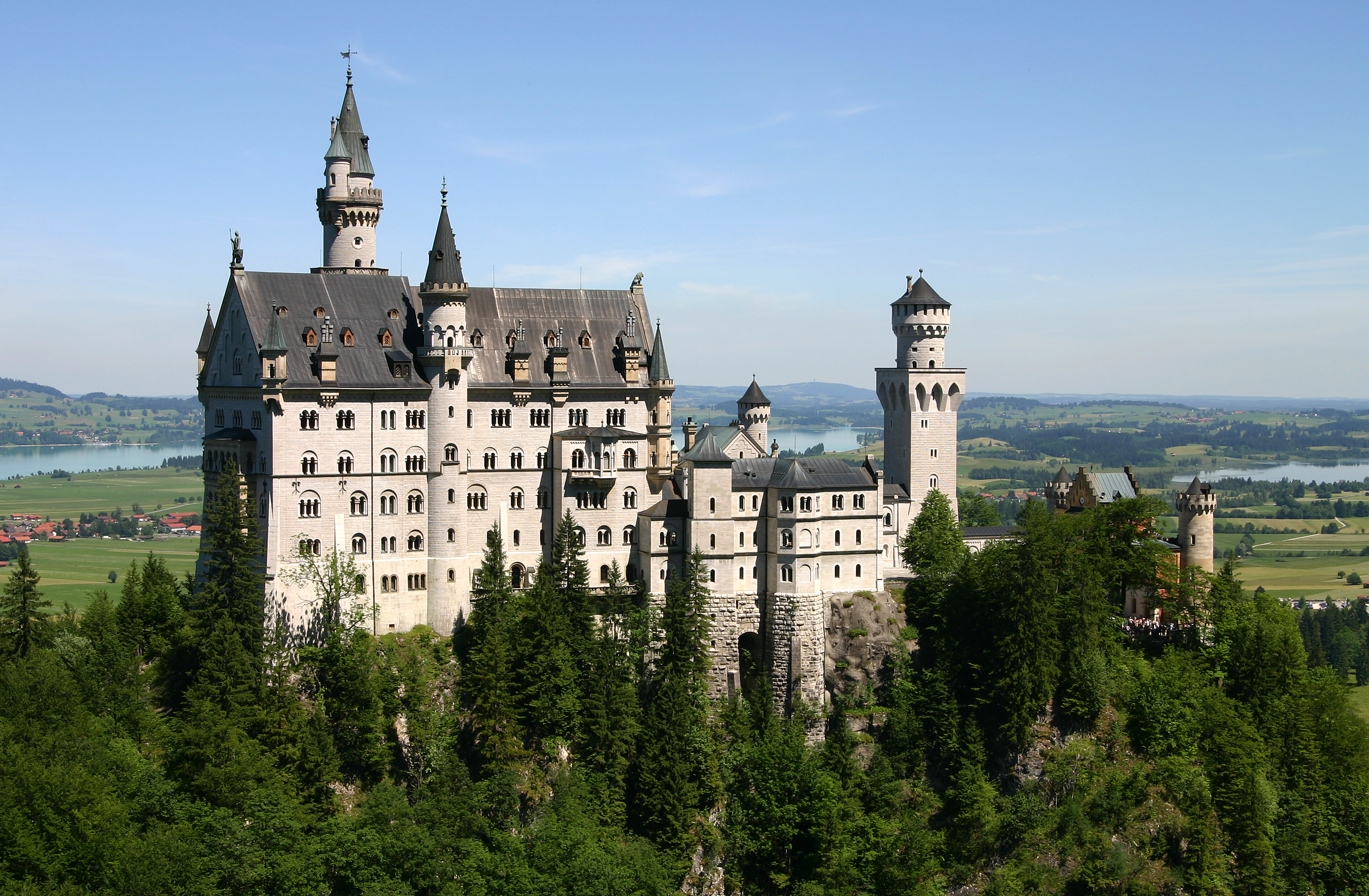
Castelul Neuschwanstein

Castelul Neuschwanstein (în germană Schloss Neuschwanstein) este un castel în stil romantic-istoricist construit la sfârșitul secolului al XIX-lea pe un deal accidentat aflat deasupra satului Hohenschwangau de lângă Füssen (în sud-vestul Bavariei, Germania). Palatul a fost comandat de regele Ludovic al II-lea al Bavariei ca un refugiu și ca un omagiu adus lui Richard Wagner. Contrar părerilor comune, Ludovic a plătit lucrările de construcție ale palatului din averea sa personală și împrumuturi extinse, nu cu fonduri publice bavareze (vezi mai jos). 
Palatul s-a dorit a fi un refugiu personal al regelui retras, dar a fost deschis pentru publicul plătitor imediat după moartea sa în 1886. De atunci, peste 60 de milioane de oameni au vizitat Castelul Neuschwanstein. Peste 1,3 milioane de turiști îl vizitează anual, cu un maxim de 6.000 pe zi, în timpul verii. Palatul a apărut în mai multe filme și a fost sursa de inspirație pentru Castelul Frumoasei din Pădurea Adormită din Disneyland și, mai târziu, pentru alte structuri similare. Castelul este una dintre cele mai renumite atracții turistice din Germania. În apropiere se află Castelul Hohenschwangau.

## Locație

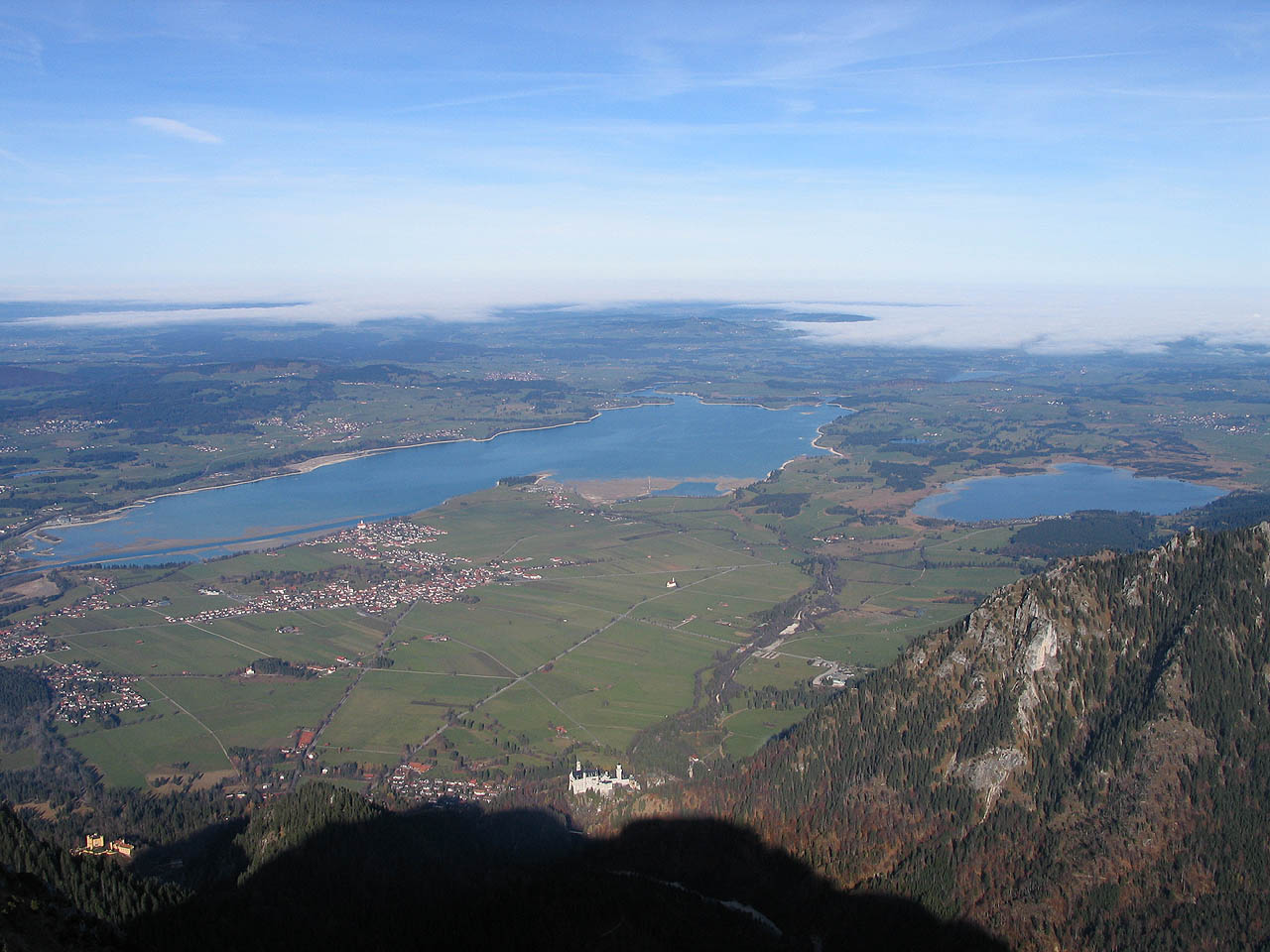
Vedere spre nord de pe Muntele Säuling (2047 m) către granița dintre Bavaria și Tirol: Schwangau se află între lacul de acumulare Forggensee (1952) și castelele Hohenschwangau și Neuschwanstein

Localitatea Schwangau se află la o altitudine de 800 m, la granița de sud-vest a landului german Bavaria. Împrejurimile sale sunt caracterizate de tranziția între poalele Alpilor, în partea de sud (spre granița cu Austria aflată în apropiere) și un peisaj deluros în partea de nord care apare plat prin comparație. Trei castele dominau această zonă în Evul Mediu.
Unul a fost numit Castelul Schwanstein. În 1832, tatăl lui Ludovic, regele Maximilian al II-lea al Bavariei, a cumpărat ruinele sale pentru a le înlocui cu confortabilul palat neo-gotic cunoscut sub numele de Castelul Hohenschwangau. Finalizat în 1837, palatul a devenit reședința de vară a familiei sale, iar fiul său mai mare Ludovic (născut în 1845) și-a petrecut aici o mare parte a copilăriei sale.
Castelul Vorderhohenschwangau și Castelul Hinterhohenschwangau erau așezate pe un deal accidentat cu vedere spre Castelul Schwanstein, două lacuri din apropiere (Alpsee și Schwansee) și satul. Separate doar de un șanț cu apă, ele erau formate dintr-o sală, un turn de pază și un turn-locuință fortificat. În secolul al 19-lea din castele medievale gemene au rămas doar ruine, dar cel din Hinterhohenschwangau a servit ca un loc de veghe cunoscut sub numele de Sylphenturm.
Ruinele de deasupra palatului familiei au fost cunoscute de prințul moștenitor din excursiile sale. El a schițat pentru prima dată una dintre ele în 1859 în jurnalul său. Atunci când tânărul rege a venit la putere în 1864, construirea unui nou palat în loc celor două castele ruinate a devenit primul din seria de proiecte de construire de palate.
Ludovic a numit noul palat Noul Castel Hohenschwangau – numai după moartea sa a fost redenumit Neuschwanstein. Rezultatul confuz este că Hohenschwangau și Schwanstein și-au schimbat în mod efectiv numele între ele: Castelul Hohenschwangau a înlocuit ruinele Castelului Schwanstein, iar Castelul Neuschwanstein a înlocuit ruinele celor două castele Hohenschwangau.

## Construcție

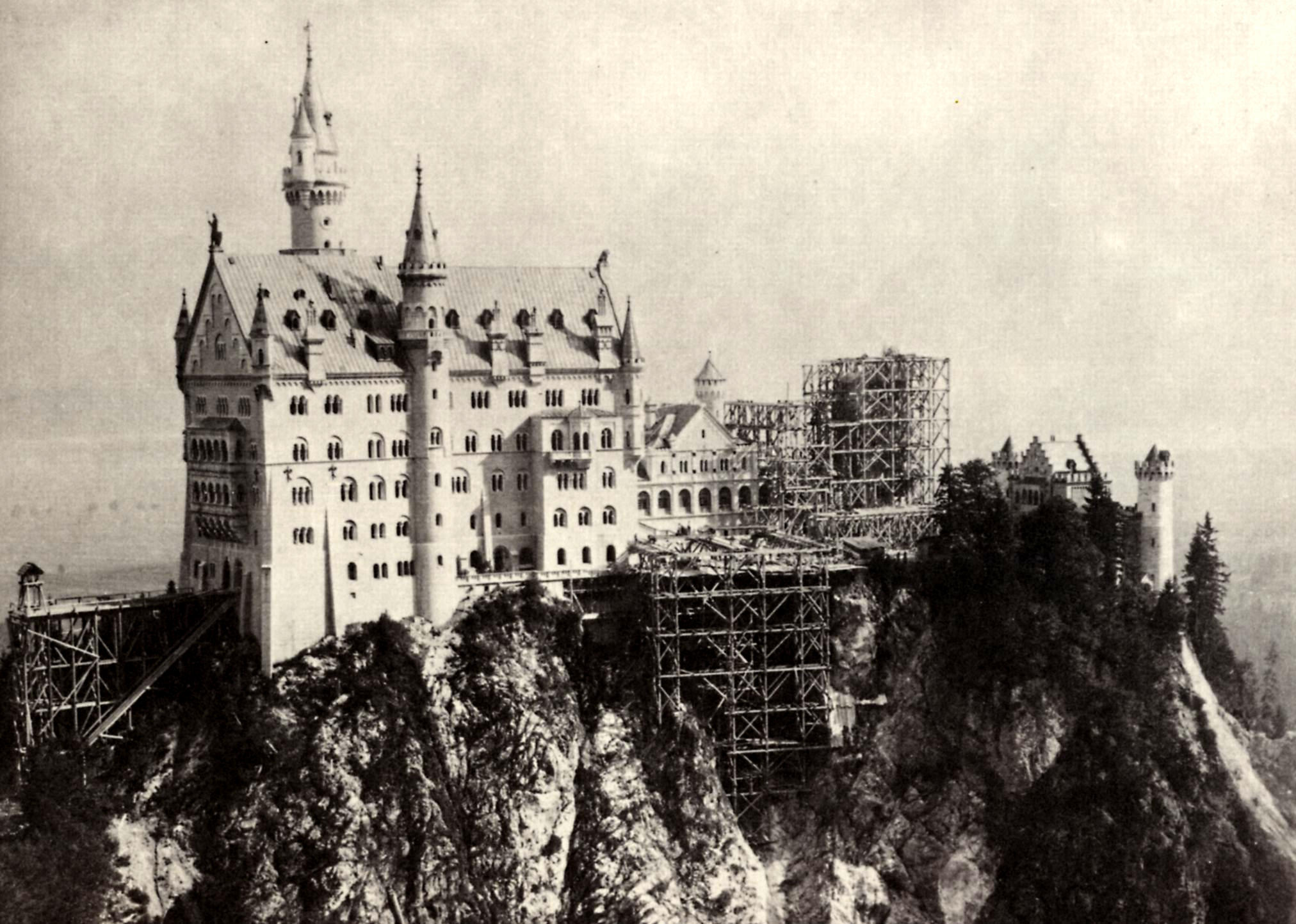
Neuschwanstein în construcție: budoarul încă lipsea, turnul dreptunghiular în construcție (fotografie c. 1882–85)

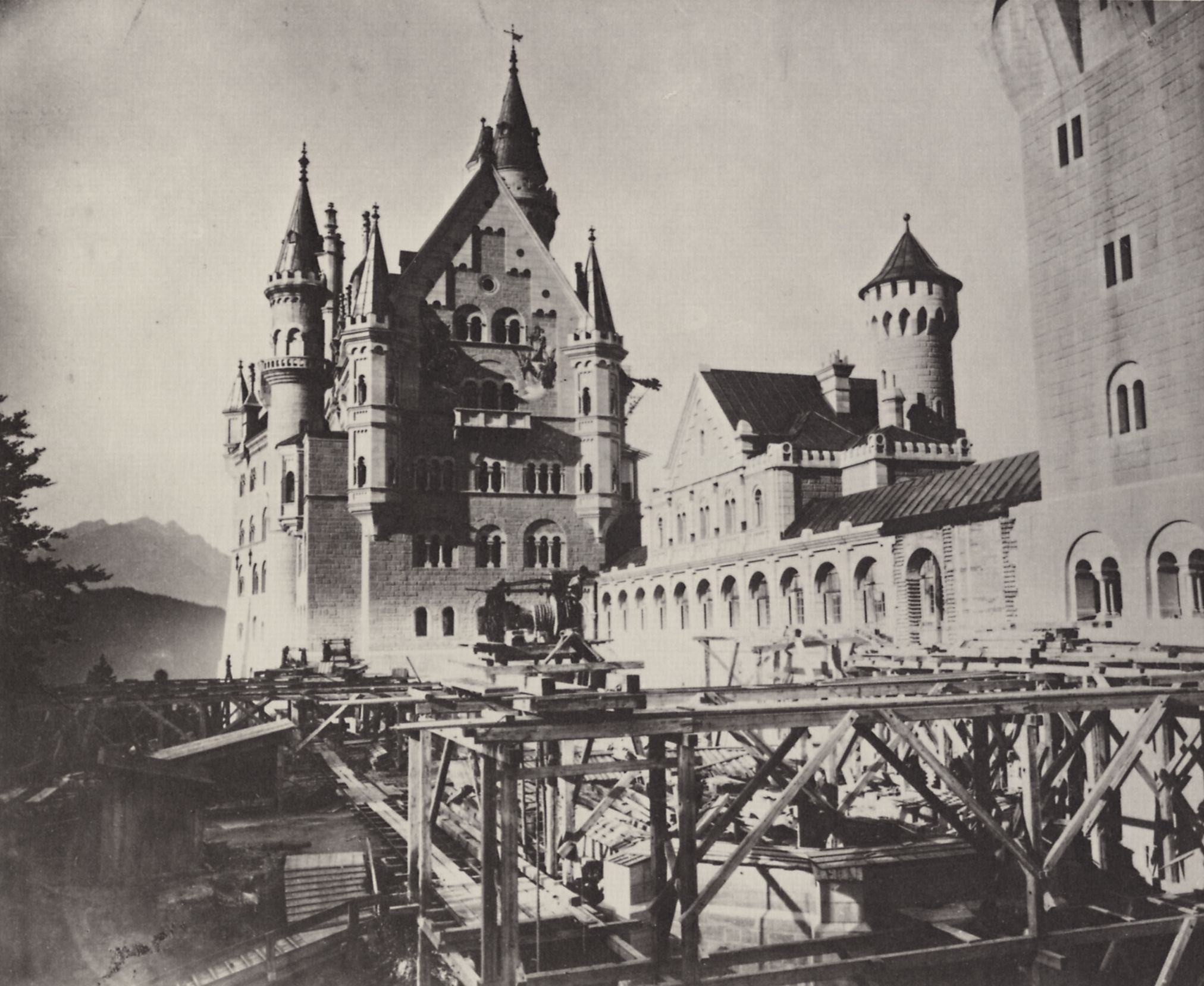
Neuschwanstein în construcție: curtea superioară (fotografie c. 1886)

În 1868 ruinele castelelor medievale gemene au fost demolate complet, fiind aruncate în aer. Piatra de temelie a palatului a fost pusă la 5 septembrie 1869; în 1872 pivnița sa a fost finalizată și în 1876 totul până la primul etaj. Dar mai întâi a fost finalizată clădirea de la poartă. La sfârșitul anului 1872 ea a fost finalizată și complet mobilată, ceea ce i-a permis lui Ludovic să-și amenajeze acolo o locuință provizorie și să observe continuarea lucrărilor de construcții. În 1874, conducerea lucrărilor civile a trecut de la Eduard Riedel la Georg von Dollmann. Ceremonia de așezare a ultimei cărămizi a avut loc în 1880, iar în 1884 regele ar fi putut să se mute în noua clădire. În același an, conducerea proiectului a trecut la Julius Hofmann, după ce Dollmann a căzut în dizgrația regelui.
Palatul a fost înălțat ca o construcție convențională din cărămidă și mai târziu placat cu alte tipuri de roci. Calcarul alb utilizat pentru frontoane provenea de la o carieră din apropiere.
Cărămizile din gresie pentru portaluri și bovindouri proveneau de la Schlaitdorf din Württemberg. Marmură din Untersberg (din apropiere de Salzburg) a fost folosită la ferestre, ancadramente arcuite, coloane și capitele. Sala Tronului a fost adăugată mai târziu în planurile constructorilor și a necesitat un cadru de oțel.
Transportul materialelor de construcții a fost facilitat de schele și de o macara cu aburi care a ridicat materialul pe șantier. O altă macara a fost folosită la locul propriu-zis al construcției. Recent înființata Dampfkessel-Revisionsverein (Asociația de inspecție a cazanelor de aburi) inspecta în mod regulat ambele cazane.

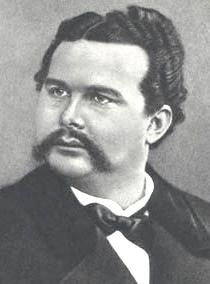
Ludovic al II-lea (1886)

Timp de aproape două decenii, șantierul de construcție a fost angajatorul principal din regiune. În 1880, aproximativ 200 de mesteșugari au lucrat pe șantier, fără a fi numărați furnizorii și alte persoane implicate în mod indirect în construcție. În perioadele în care regele insista pe termene strânse și modificări urgente, s-a raportat că erau activi până la 300 de lucrători pe zi, lucrând uneori și noaptea la lumina lămpilor cu petrol. Statisticile din anii 1879/1880 menționează o cantitate imensă de materiale de constructii: 465 tone de marmură de Salzburg, 1550 tone de gresie, 400.000 de cărămizi și 2050 m3 de lemn pentru schele.
În 1870 a fost înființată o societate de asigurare a muncitorilor, pentru un tarif lunar redus, sporit de către rege. Moștenitorii victimelor accidentelor (30 de cazuri sunt menționate în statistici) au primit o pensie mică.
În 1884, regele s-ar fi putut muta în palat (deși acesta era încă neterminat), și în 1885, el a invitat-o pe mama sa Maria la Neuschwanstein cu ocazia aniversării de către ea a vârstei de 60 de ani. Prin 1886, structura externă a palatului a fost cea mai mare parte terminată. În același an, Ludovic a înlocuit primul pod Marienbrücke, ce fusese construit din lemn peste defileul Pöllat cu o construcție de oțel.
În ciuda dimensiunii sale, Neuschwanstein nu avea spațiu pentru curtea regală, dar conținea doar încăperile private ale regelui și camerele servitorilor. Clădirile din curte aveau mai degrabă rol decorativ decât scop rezidențiale: palatul era destinat să-i servească lui Ludovic al II-lea ca un fel de spațiu teatral locuibil. În calitate de templu al prieteniei el a fost, de asemenea, dedicat vieții și activității lui Richard Wagner, care a murit în 1883 înainte de a pune piciorul în clădire. Ludovic al II-lea a trăit în palat doar un total de 172 de zile.

## Finanțare

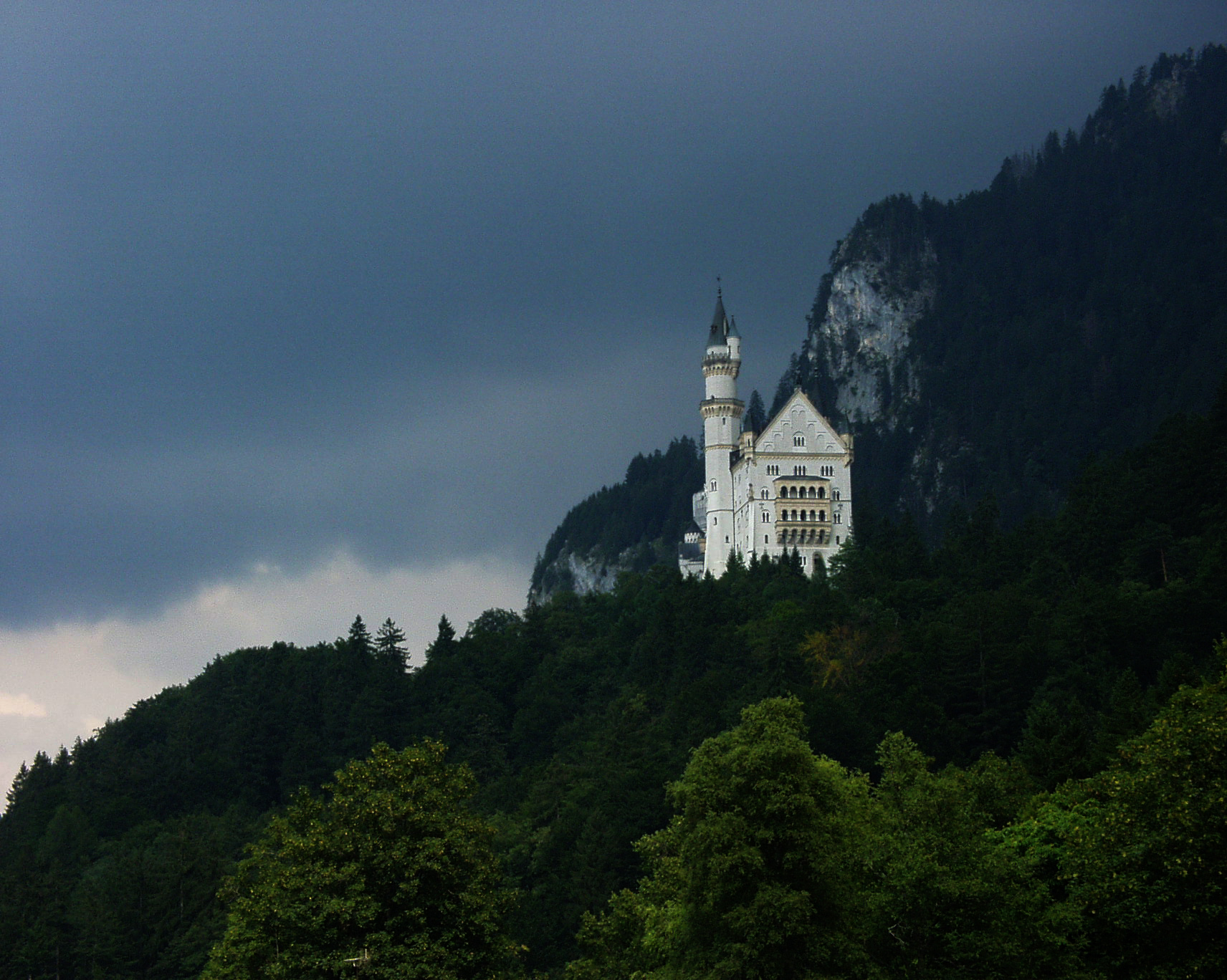
Nori negri peste Neuschwanstein

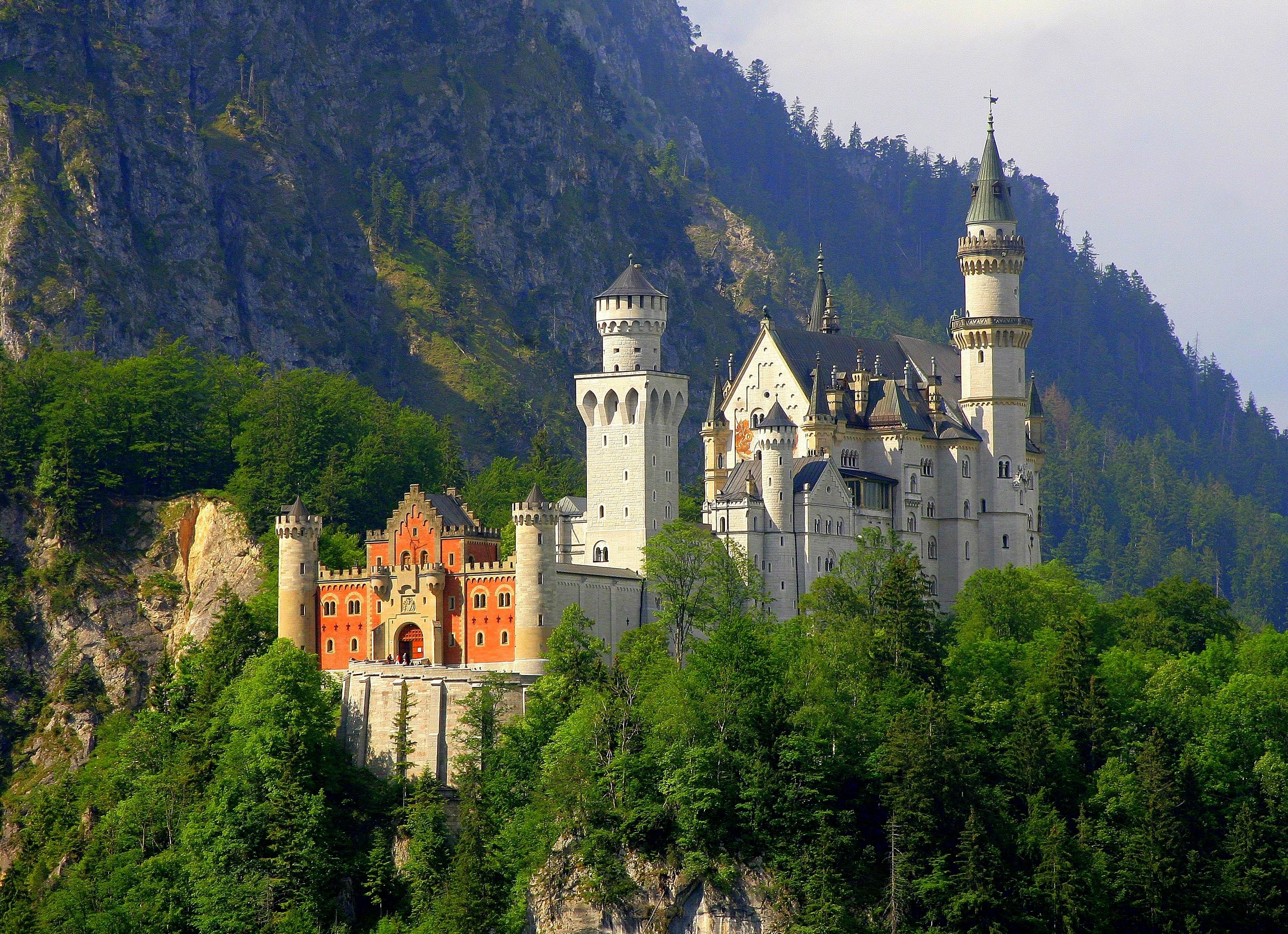
Neuschwanstein văzut din vale

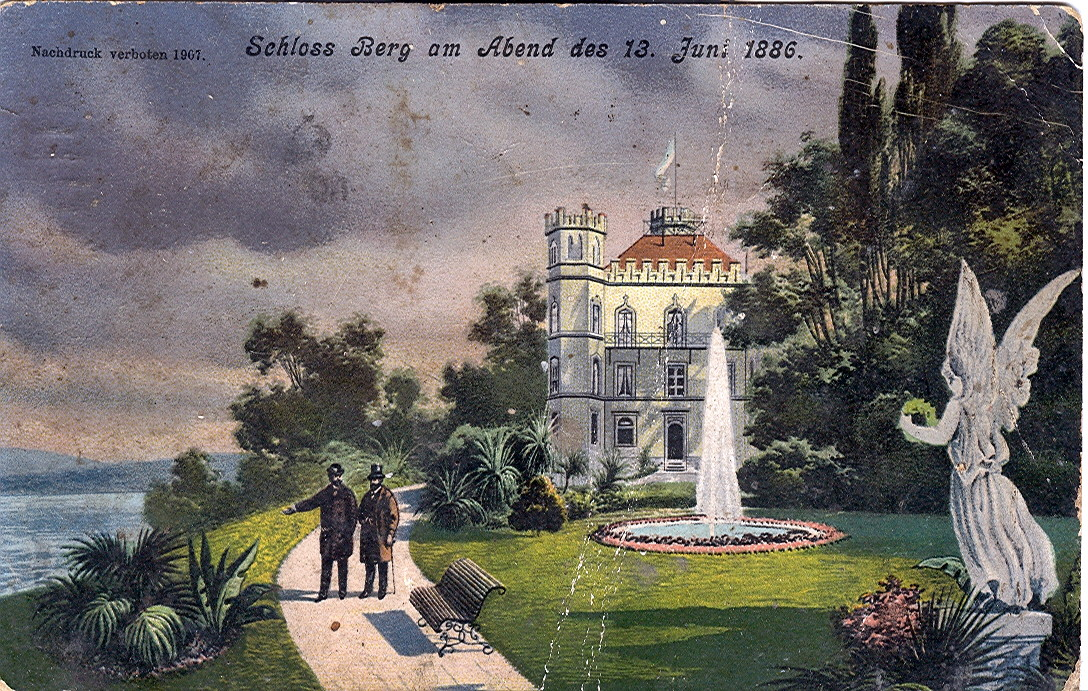
Castelul de pe munte

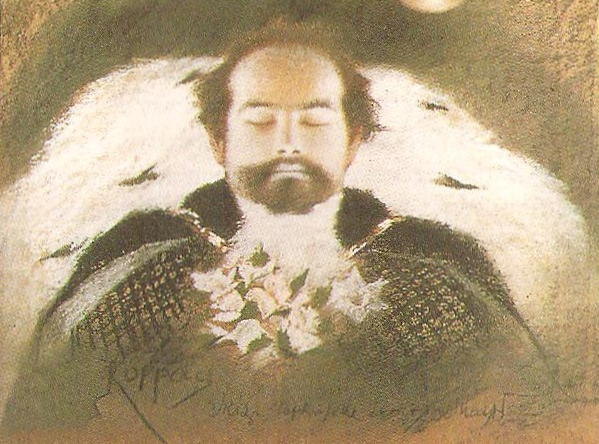
Reprezentare artistică a lui Ludovic al II-lea pe patul de moarte

Dorințele și solicitările regelui s-au extins în timpul construcției castelului Neuschwanstein, fiind necesară creșterea cheltuielilor. Costurile estimate au fost revizuite în mod repetat. Inițial s-a plănuit un studio modest în locul marii săli a tronului și proiectatele camere de oaspeți au fost înlocuite cu o sală maură, care nu a putut fi realizată din cauza lipsei de resurse. Finalizarea a fost inițial proiectată pentru 1872, dar amânată în mod repetat.
Neuschwanstein, castelul simbolic al cavalerilor medievali, nu a fost singurul proiect gigantic de construcție al lui Ludovic al II-lea. Acesta a fost urmat de palatul în stil rococo Linderhof și palatul baroc Herrenchiemsee, un monument al epocii absolutismului.
Linderhof, cel mai mic de proiecte, a fost terminat în 1886, iar celelalte două rămân incomplete. Toate cele trei proiecte au secătuit resursele regelui. Regele a plătit pentru proiectele sale de construcții din surse private și din venitul său din lista civilă. Contrar afirmațiilor frecvente, trezoreria bavareză nu a fost direct afectată de clădirile sale. Începând din 1871, Ludovic a avut un venit adițional secret în schimbul unui favor politic oferit lui Otto von Bismarck.
Costurile de construcție ale castelului Neuschwanstein în timpul vieții regelui s-au ridicat la 6,2 milioane mărci aur, aproape de două ori mai mult decât costurile estimate inițiale la 3,2 milioane de mărci. Deoarece mijloacele sale private au fost insuficiente pentru proiectele sale de construcții, regele a deschis continuu noi linii de credit. În 1876, un consilier al curții a fost înlocuit după ce a atenționat asupra pericolului de intrare în insolvență.
Prin 1883 el datora deja 7 milioane de mărci, și, în primăvara anului 1884 și în august 1885 conversia datoriilor de 7,5 milioane de mărci și respectiv de 6,5 milioane de mărci a devenit necesară.

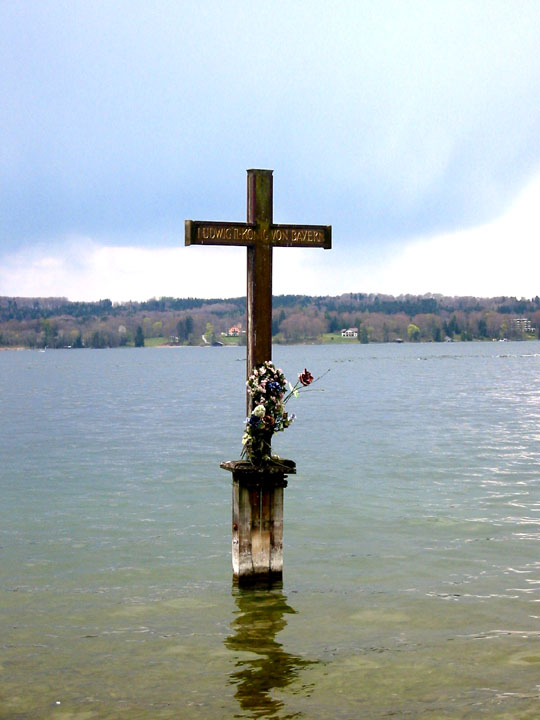
Locul morții lui Ludovic

Chiar și după ce datoriile sale au atins suma de 14 milioane de mărci, Ludovic a insistat asupra continuării proiectelor sale arhitecturale; el a amenințat cu suicidul în cazul în care creditorii săi i-ar fi preluat palatele. La începutul anului 1886, Ludovic a cerut cabinetului său să contracteze un credit de 6 milioane de mărci, care i-a fost refuzat. În aprilie, el a urmat sfatul lui Bismarck de a cere bani parlamentului. În iunie, guvernul Bavariei a decis să-l detroneze pe rege, care locuia la Neuschwanstein în acel timp. Pe 9 iunie el a fost considerat incapabil să domnească, iar pe 10 iunie comisia de detronare l-a arestat în camerele de la poartă. În așteptarea comisiei, el a alertat jandarmeria și pompierii din împrejurimi pentru a-i asigura protecția. O a doua comisie condusă de Bernhard von Gudden a sosit în ziua următoare, iar regele a fost forțat să părăsească palatul în acea noapte. Ludovic a fost pus sub supravegherea lui Gudden. Pe 13 iunie, amândoi au murit în circumstanțe misterioase în apa puțin adâncă a lacului Starnberg din apropierea Castelului Berg.

## După moartea lui Ludovic
La momentul morții lui Ludovic, palatul era departe de a fi finalizat. Structurile externe ale casei de la poartă și ale palatului erau în cea mai mare parte terminate, dar turnul dreptunghiular era încă în construcție. Lucrările la budoar nu au început, dar a fost finalizat în formă simplificată prin 1892, fără figurile planificate de sfinți femei. Casa Cavalerilor a fost și ea simplificată. În planurile lui Ludovic, coloanele din galeria Casei Cavalerilor erau formate din trei trunchiuri și capitelurile corespunzătoare. Numai fundațiile existau pentru piesa de bază a complexului palatului: un donjon de 90 de metri înălțime planificat în curtea de sus sprijinindu-se pe o capelă cu trei nave. Acestea nu au fost realizate, și o aripă de legătură între clădirile de la poartă și budoar au avut aceeași soartă. Planuri pentru o grădină a castelului, cu terase și o fântână, la vest de palat au fost, de asemenea, abandonate după moartea regelui.

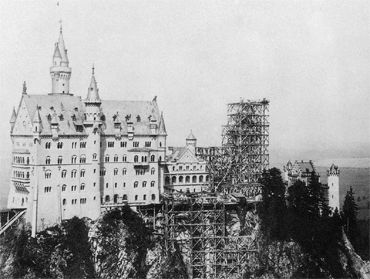
Neuschwanstein în 1886

Interiorul spațiului de locuit regal din palat a fost finalizat în cea mai mare parte în 1886; holurile și coridoarele au fost pictate într-un stil simplu pe la 1888. Sala maură dorită de rege (și planificată sub Sala Tronului) nu a mai fost realizată ca și Baia Cavalerilor, care, modelată după Baia Cavalerilor de la Wartburg, s-a încercat să aducă un omagiu cultului cavalerilor ca o baie de botez medievală. O cameră a miresei din budoar (dupa o locație din Lohengrin), camerele de oaspeți de la primul și cel de-al doilea etaj al palatului și o sală mare de banchet au fost alte proiecte abandonate. De fapt, o dezvoltare completă a castelului Neuschwanstein nici măcar nu a mai fost planificată, iar la momentul morții regelui nu a fost un concept de utilizare pentru numeroase camere.

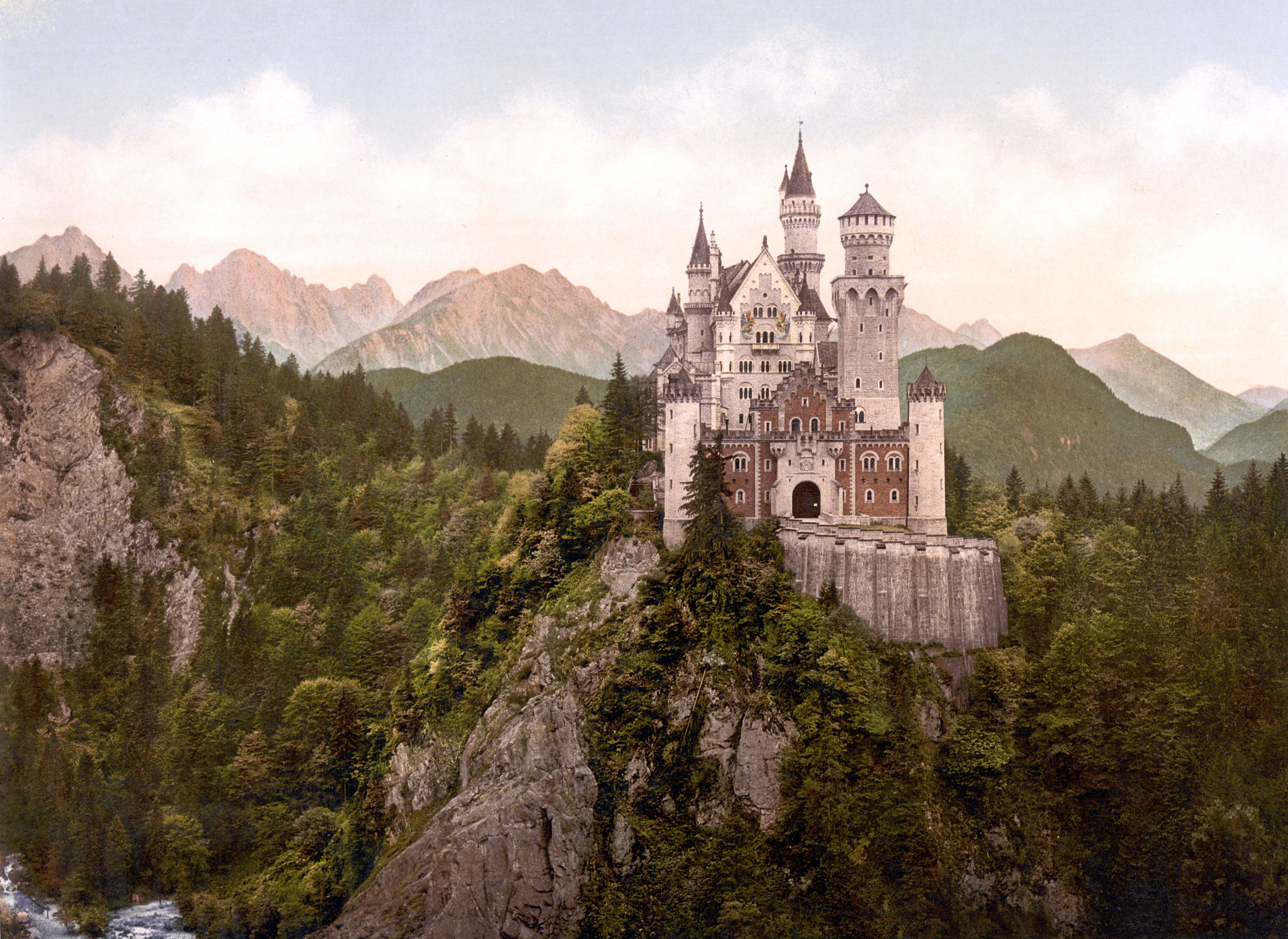
Fațada frontală a castelului Neuschwanstein și împrejurimile (ilustrată fotocromică, c. 1900)

Când Ludovic al II-lea a murit în 1886, Neuschwanstein era încă neterminat. Regele nu a intenționat niciodată să facă palatul accesibil publicului. Dar la numai șase săptămâni după moartea regelui, prințul regent Luitpold a dispus deschiderea palatului către vizitatorii plătitori. Administratorii averii lui Ludovic au reușit să echilibreze datoriile prilejuite de construcție până prin 1899. De atunci și până la Primul Război Mondial, Neuschwanstein a fost o sursă stabilă și profitabilă de venituri pentru Casa de Wittelsbach; într-adevăr, castelele lui Ludovic au fost, probabil, cea mai mare sursă de venituri ale familiei regale bavareze în ultimii ani de dinainte de 1914. Pentru a garanta un flux stabil de vizitatori, unele camere și clădiri din curte au fost finalizate. Inițial, vizitatorilor li s-a permis să se deplaseze liberi prin palat, cauzând uzarea rapidă a mobilierului.
Când Bavaria a devenit republică în 1918, guvernul a naționalizat lista civilă. Litigiul rezultat cu Casa de Wittelsbach a dus la o ruptură în 1923: palatele lui Ludovic, inclusiv Neuschwanstein au ajuns la stat și sunt acum gestionate de către Departamentul Palatelor Bavareze, , o divizie a Ministerului de Finanțe al Bavariei. Numai Castelul Hohenschwangau a ajuns la Wittelsbacher Ausgleichsfonds, ale cărui venituri au fost virate Casei de Wittelsbach. Numărul de vizitatori a continuat să crească, ajungând la 200.000 în 1939.
Datorită locației sale retrase, palatul a supraviețuit celor două războaie mondiale, fără distrugeri. Sub Institutul Rosenberg pentru Teritoriile Ocupate (Einsatzstab Reichsleiter Rosenberg für die Besetzen Gebiete), o organizație a Partidului Nazist, el a servit până în 1944 ca un depozit pentru jafurile naziste din Franța. Lucrările de artă au fost catalogate fotografic. (După cel de-Al Doilea Război Mondial 39 de albume foto au fost găsite în palat, documentând dimensiunea jafului. Albumele sunt acum stocate în United States National Archives.)
La sfârșitul războiului banca germană Reichsbank și-a depozitat aurul în palat, care, în ultimele zile ale războiului, a fost dus într-un loc necunoscut.
În aprilie 1945, SS a luat în considerare aruncarea în aer a palatului pentru a preveni căderea clădirii și a operelor de artă în mâinile inamicilor. Cu toate acestea, planul nu a fost realizat de către liderii grupului SS căruia i s-a încredințat sarcina și, la sfârșitul războiului, palatul a fost predat intact reprezentanților forțelor aliate. Ulterior, arhivele bavareze au folosit unele din camere ca depozite provizorii pentru arhivele recuperate, deoarece sediul din Munchen a fost bombardat.
Neuschwanstein este un simbol global al epocii romantismului. Palatul a servit ca model pentru Castelul Frumoasei din Pădurea Adormită din Disneyland și a devenit o locație pentru filme ca Ludwig II (1955) al lui Helmut Käutner, Ludwig (1972) al lui Luchino Visconti și Chitty Chitty Bang Bang (1968).

În 1977, Castelul Neuschwanstein a devenit motivul unui timbru din Germania de Vest și urmează să apară pe o monedă comemorativă de 2 € pentru seria German Bundesländer din 2012. În 2007, el a fost finalist în larg mediatizata selecție on-line a celor șapte noi minuni ale lumii. Palatul nu se află pe lista UNESCO World Heritage Sites. În 2009, a fost discutat un plan pentru a face din el un candidat transnațional împreună cu castelele Linderhof și Herrenchiemsee ale lui Ludovic și cu două palate similare din România: Castelul Peleș și Castelul Pelișor.
Astăzi, cu 1,3 milioane de vizitatori pe an, Neuschwanstein este una dintre cele mai populare destinații turistice din Europa. Din motive de securitate, palatul poate fi vizitat doar în timpul unui tur de 35 de minute cu ghid. Există și tururi speciale cu ghid care se concentrează pe teme specifice. În sezonul de vârf din iunie și până în august, Neuschwanstein a atras până la 6.000 de vizitatori pe zi, iar oaspeții fără rezervare în avans au trebuit să aștepte mai multe ore. Vânzările de bilete sunt procesate exclusiv prin intermediul centrului de bilete din Hohenschwangau.
Până în 2008, numărul total de vizitatori a fost de peste 60 de milioane. În 2004, veniturile s-au ridicat la 6,5 milioane €.
Un meteorit care a ajuns spectaculos pe Pământ la 6 aprilie 2002, la granița cu Austria din apropiere de Hohenschwangau a fost numit Neuschwanstein după palat. Trei fragmente s-au găsit: Neuschwanstein I (1,75 kg, găsit în iulie 2002) și Neuschwanstein II (1.63 kg, găsit în mai 2003) pe partea germană, și Neuschwanstein III (2.84 kg, găsit în iunie 2003) pe partea austriacă, lângă Reutte. Meteoritul este clasificat ca un enstatit chondrit cu proporții neobișnuit de mari de fier pur (29%), enstatit și mineralul extrem de rar sinoit (Si2N2O).

## Imagini

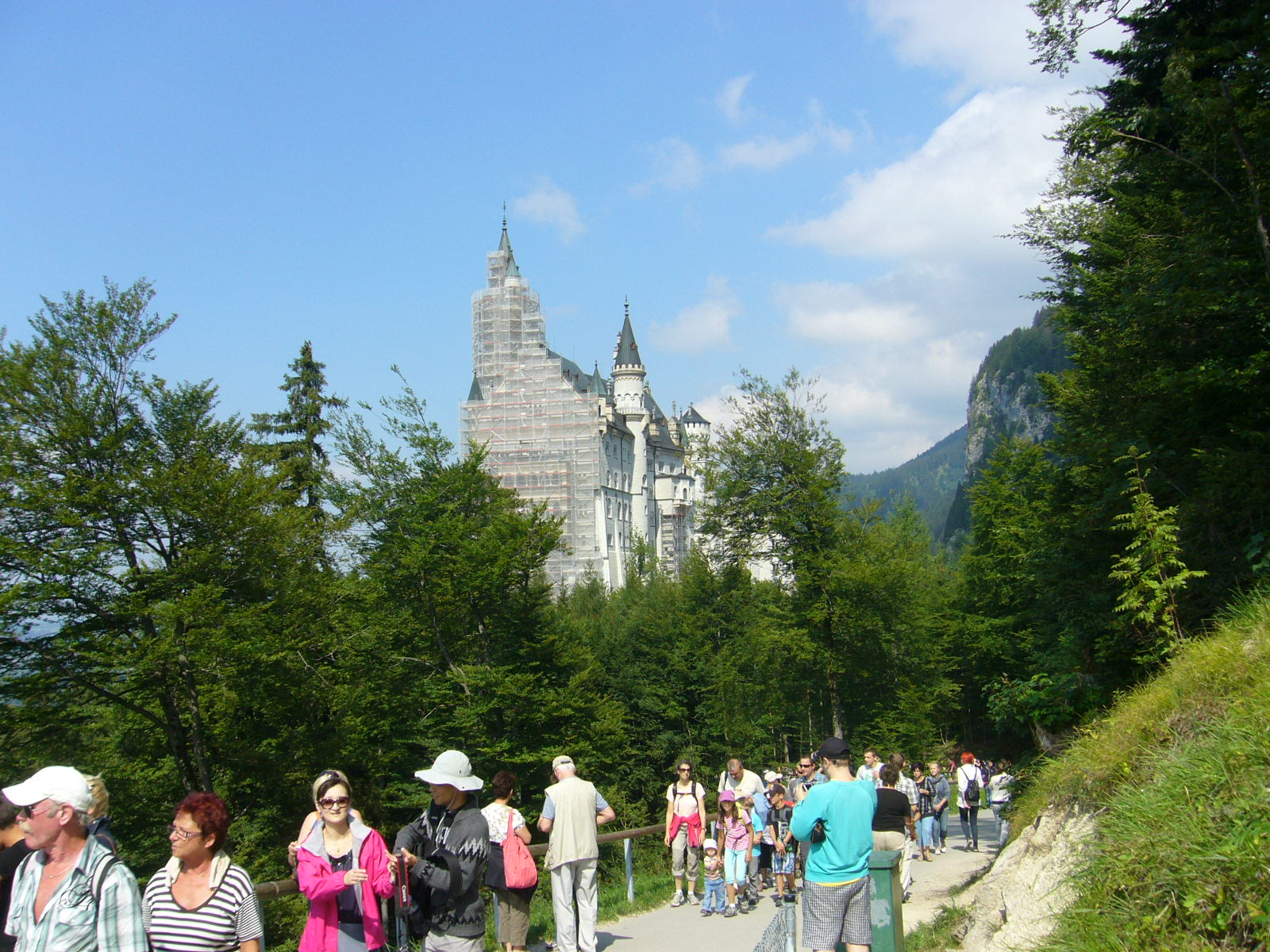
Castelul Neuschwanstein
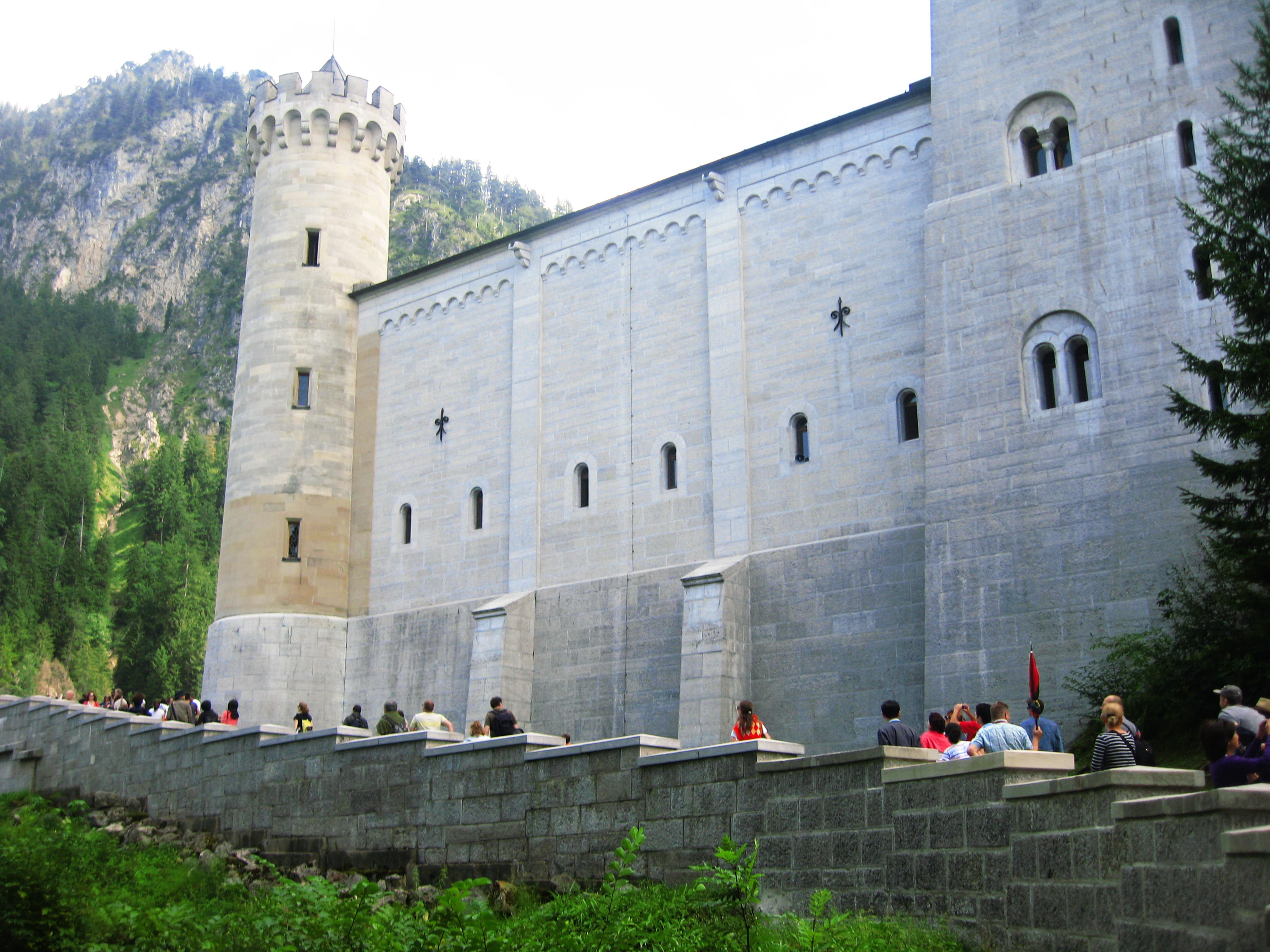
Vedere din exterior
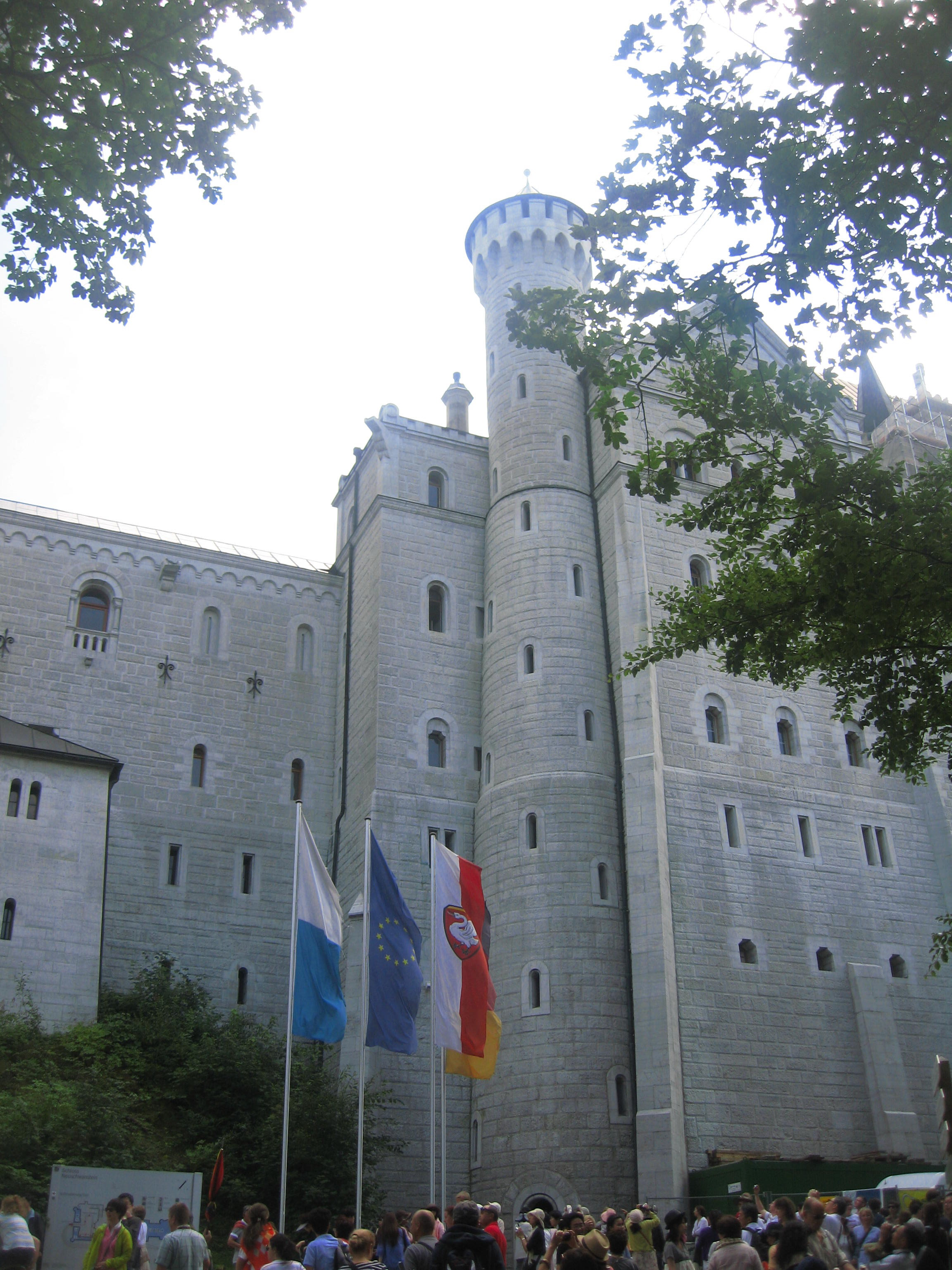
Vedere din exterior
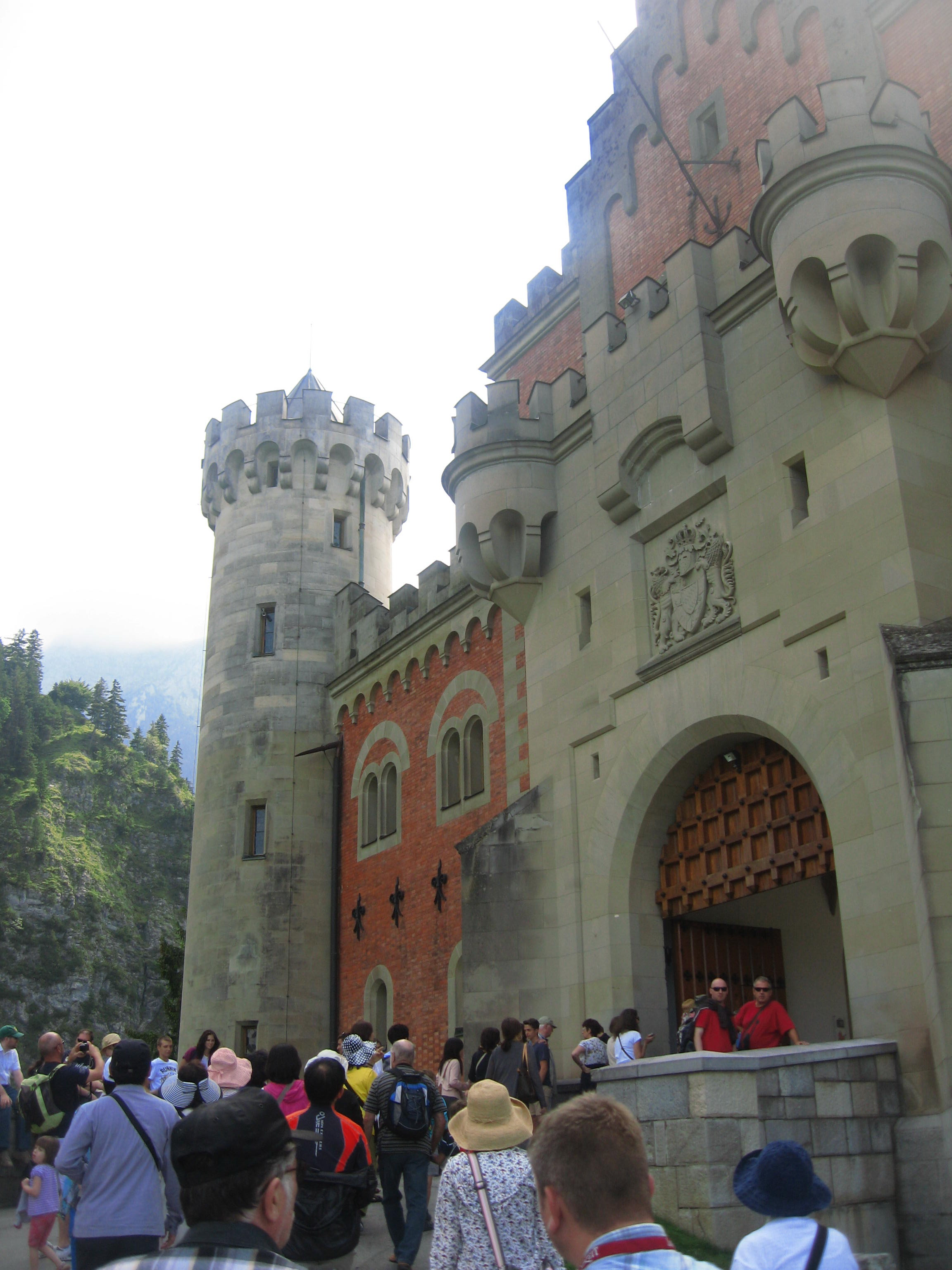
Poarta de intrare
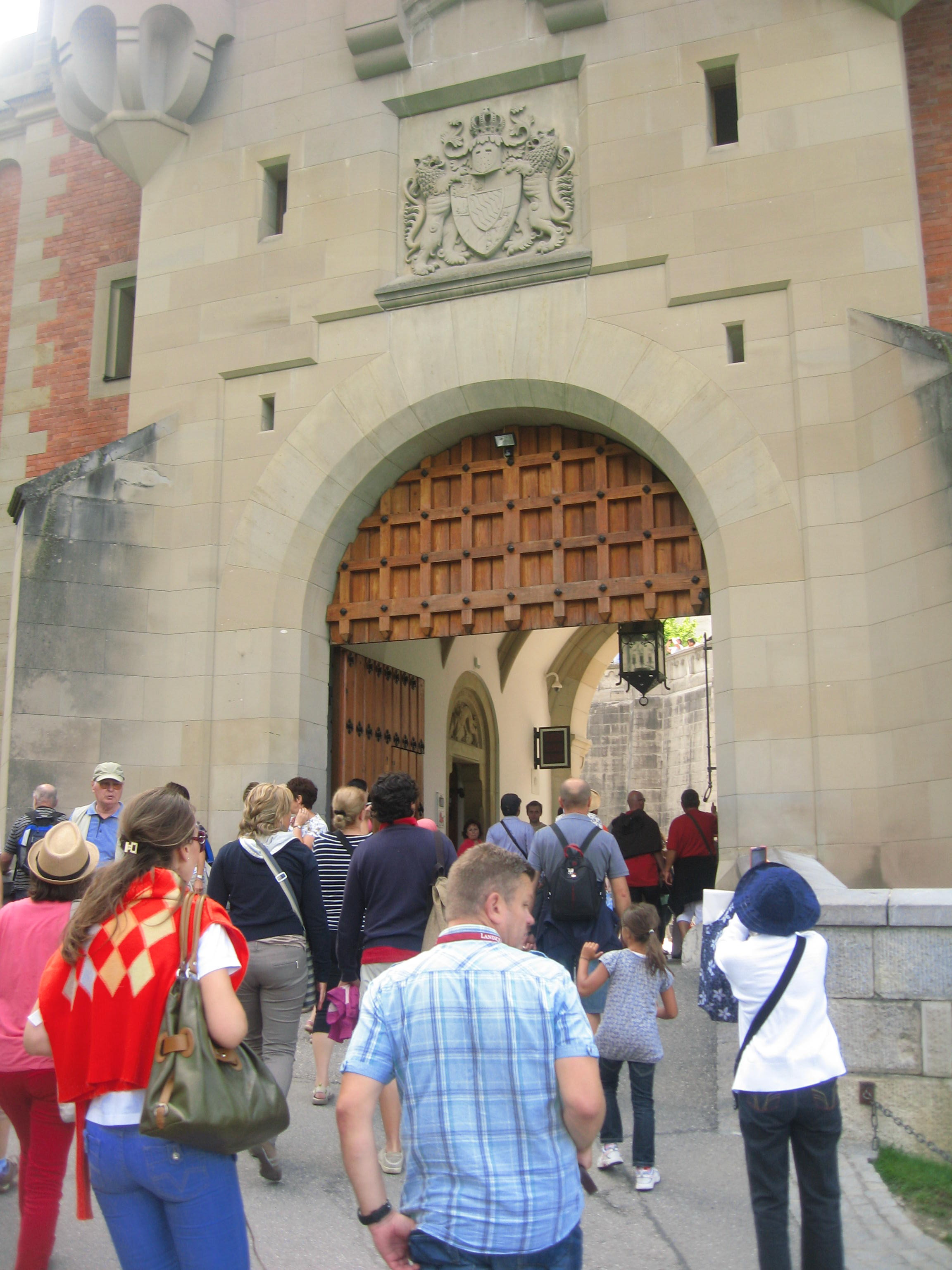
Poarta de intrare
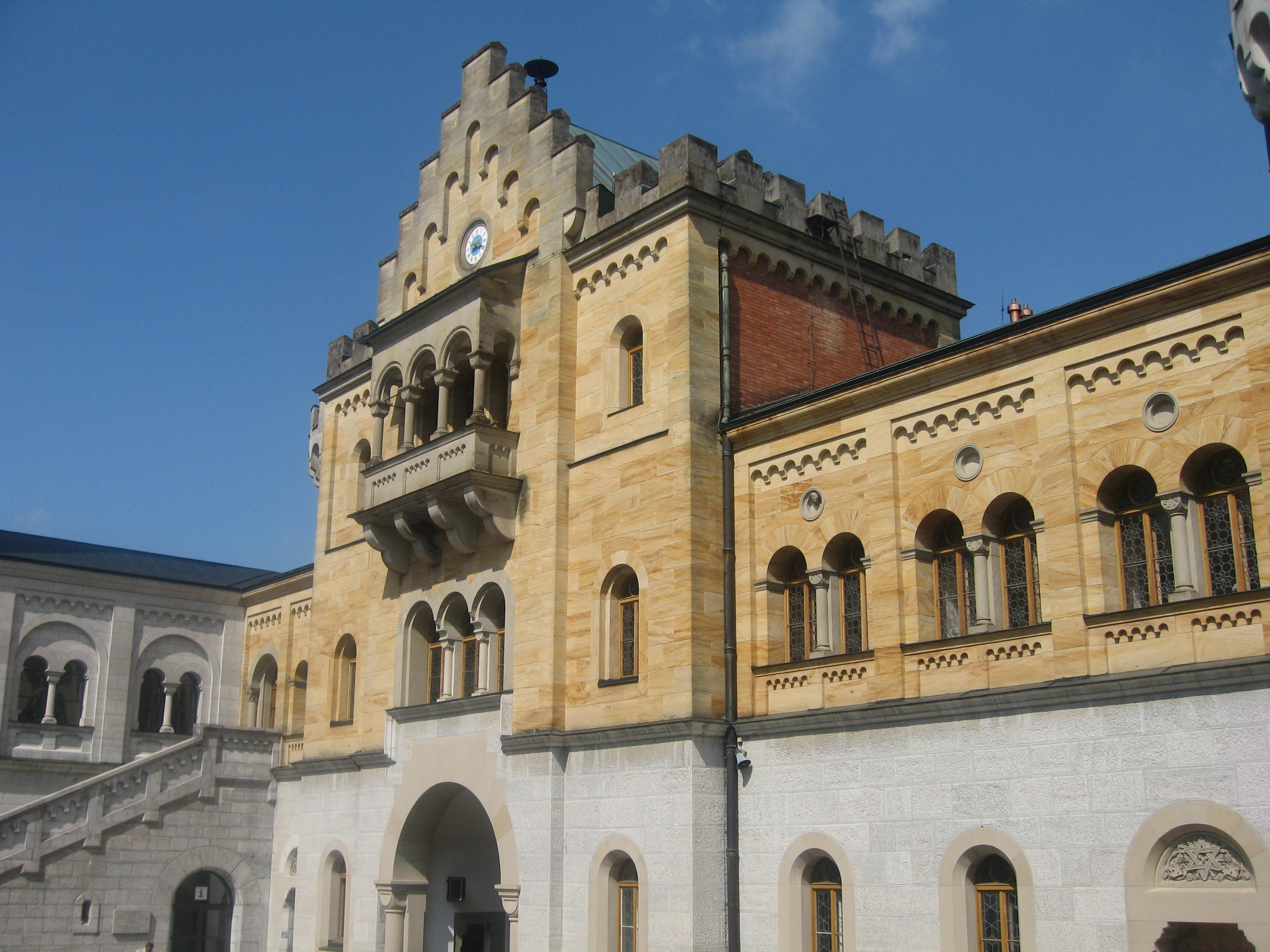
Turnul porţii
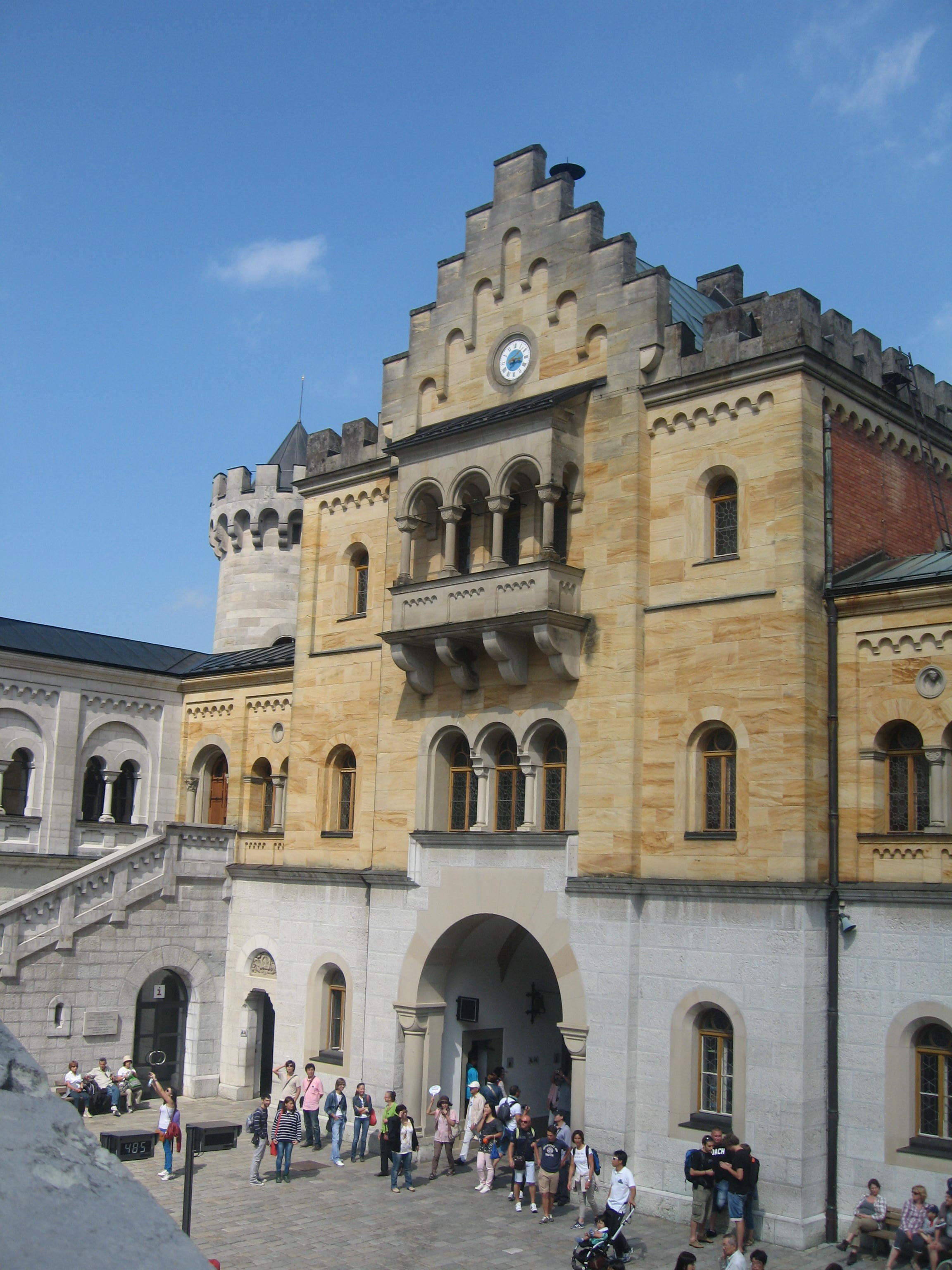
Curtea de jos şi turnul porţii
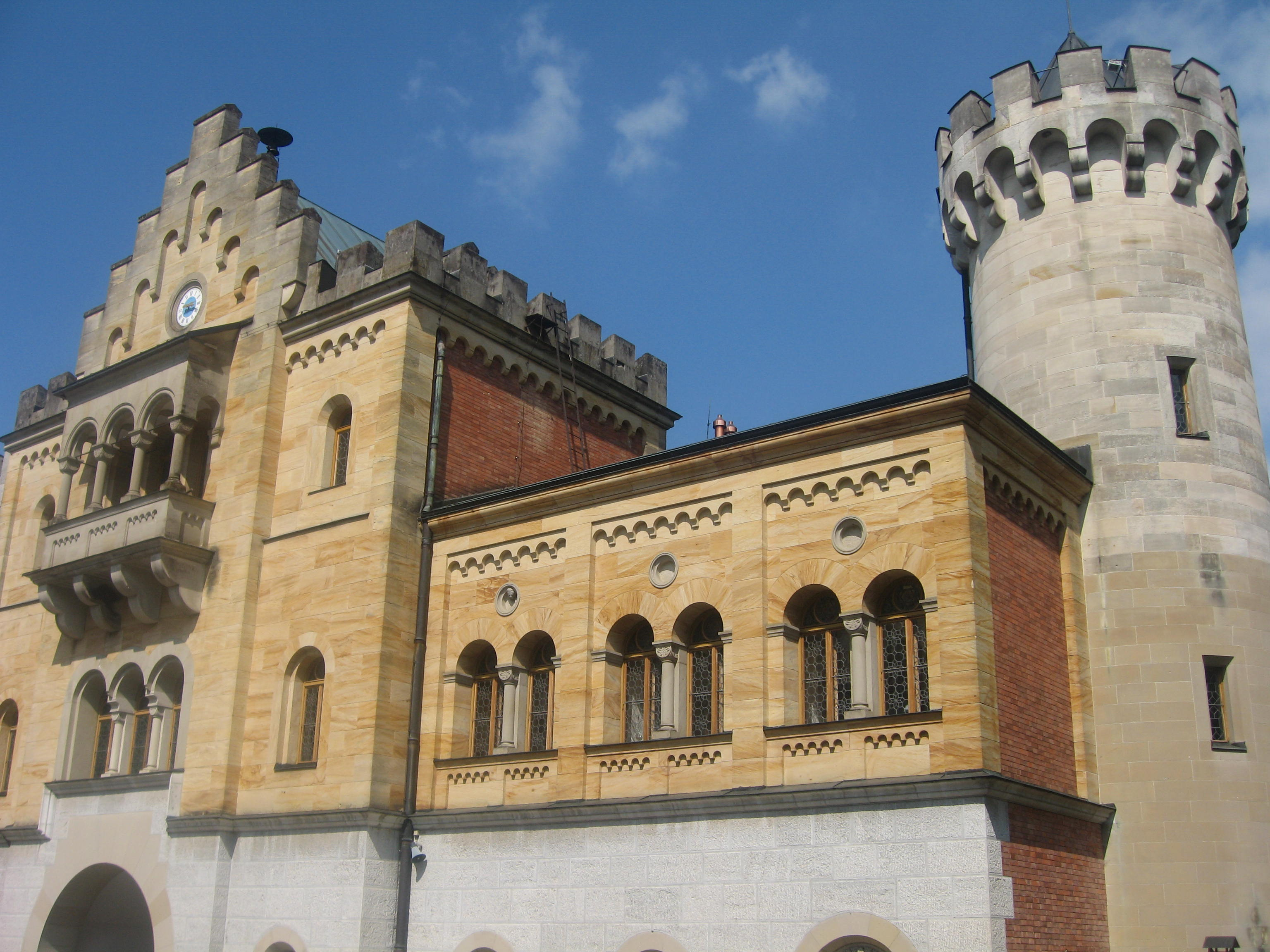
Turnul porţii
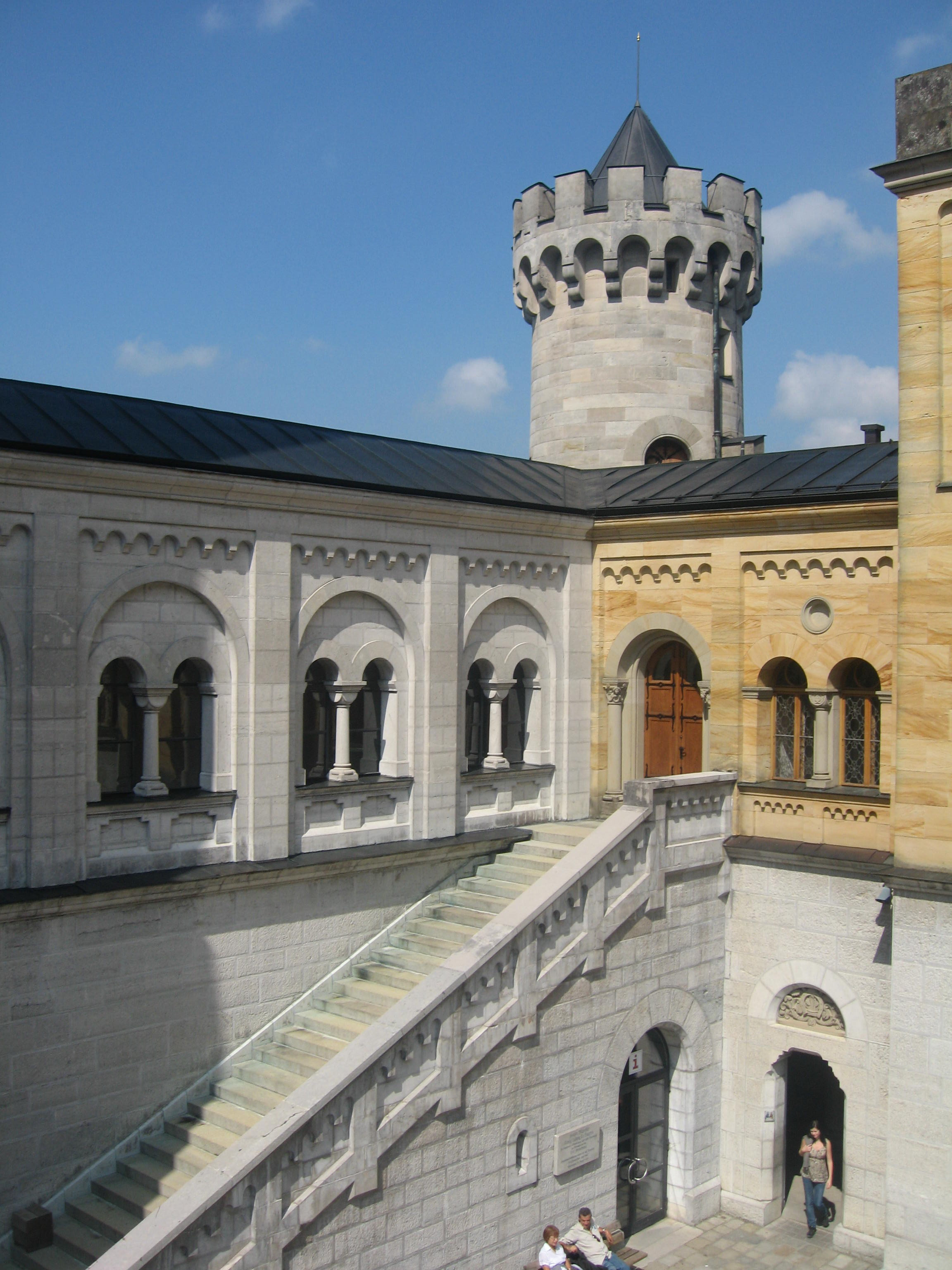
Turnuri estice ale castelului
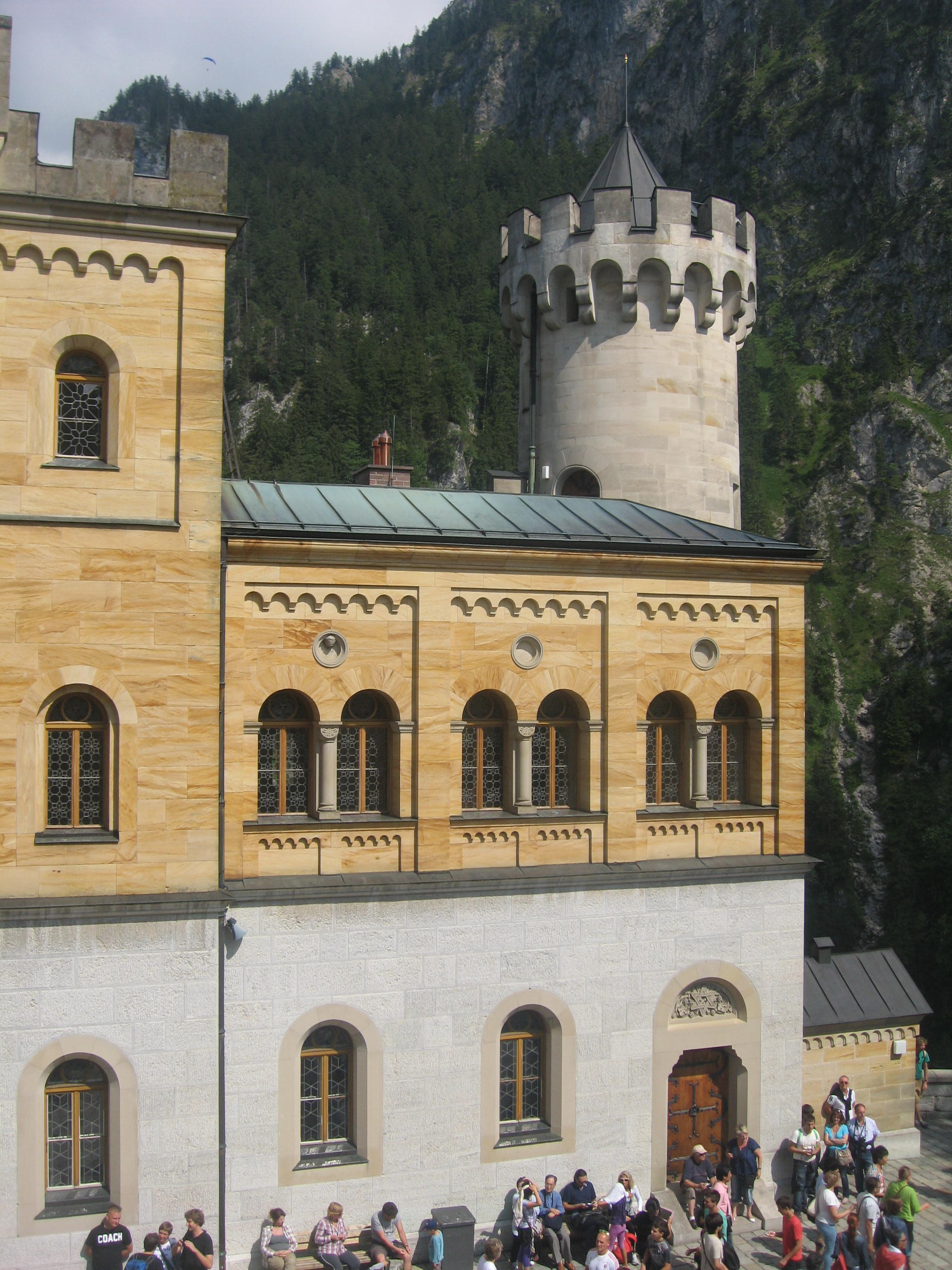
Turnuri estice ale castelului
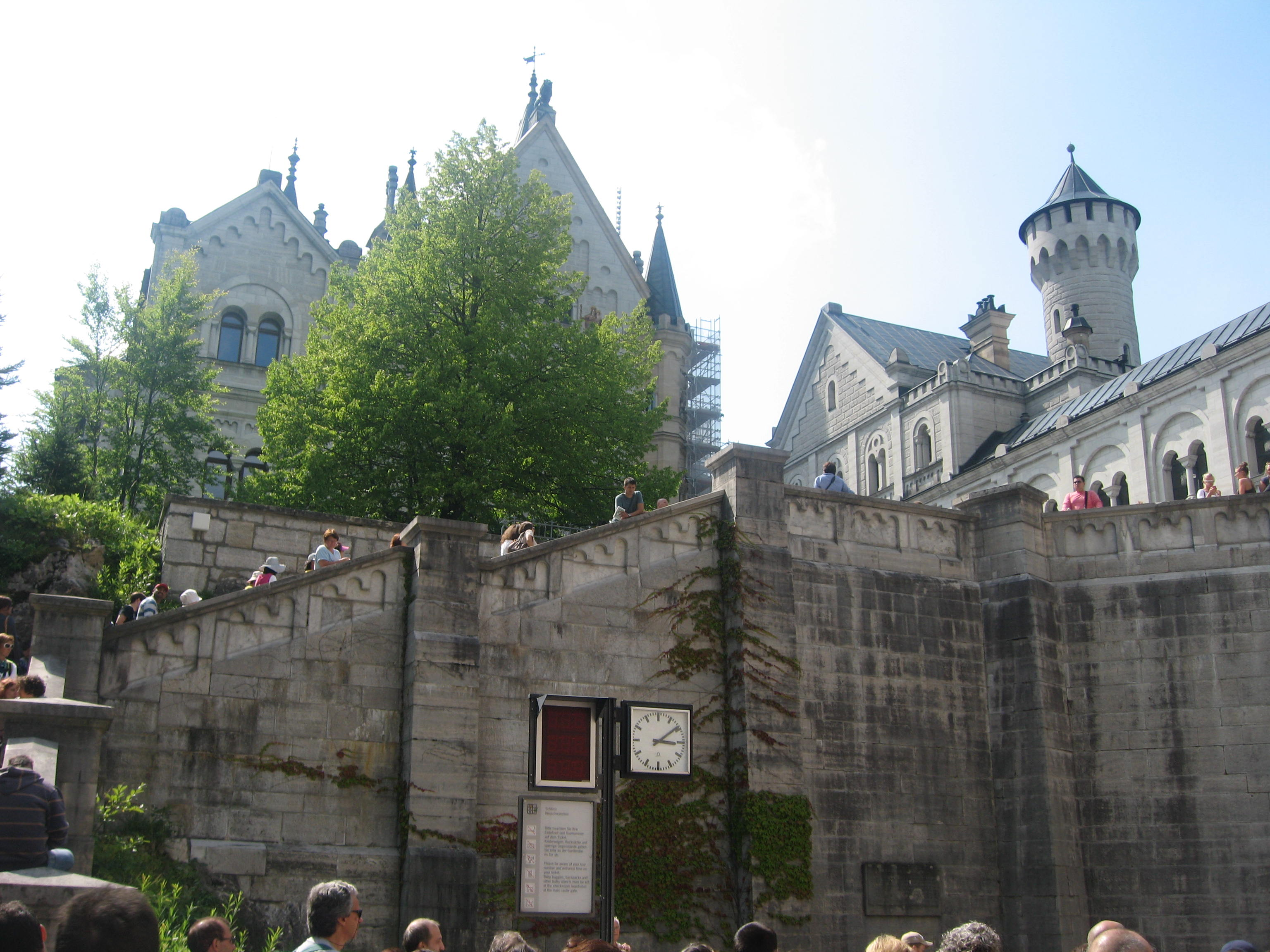
Castelul Neuschwanstein, vedere din curtea de jos
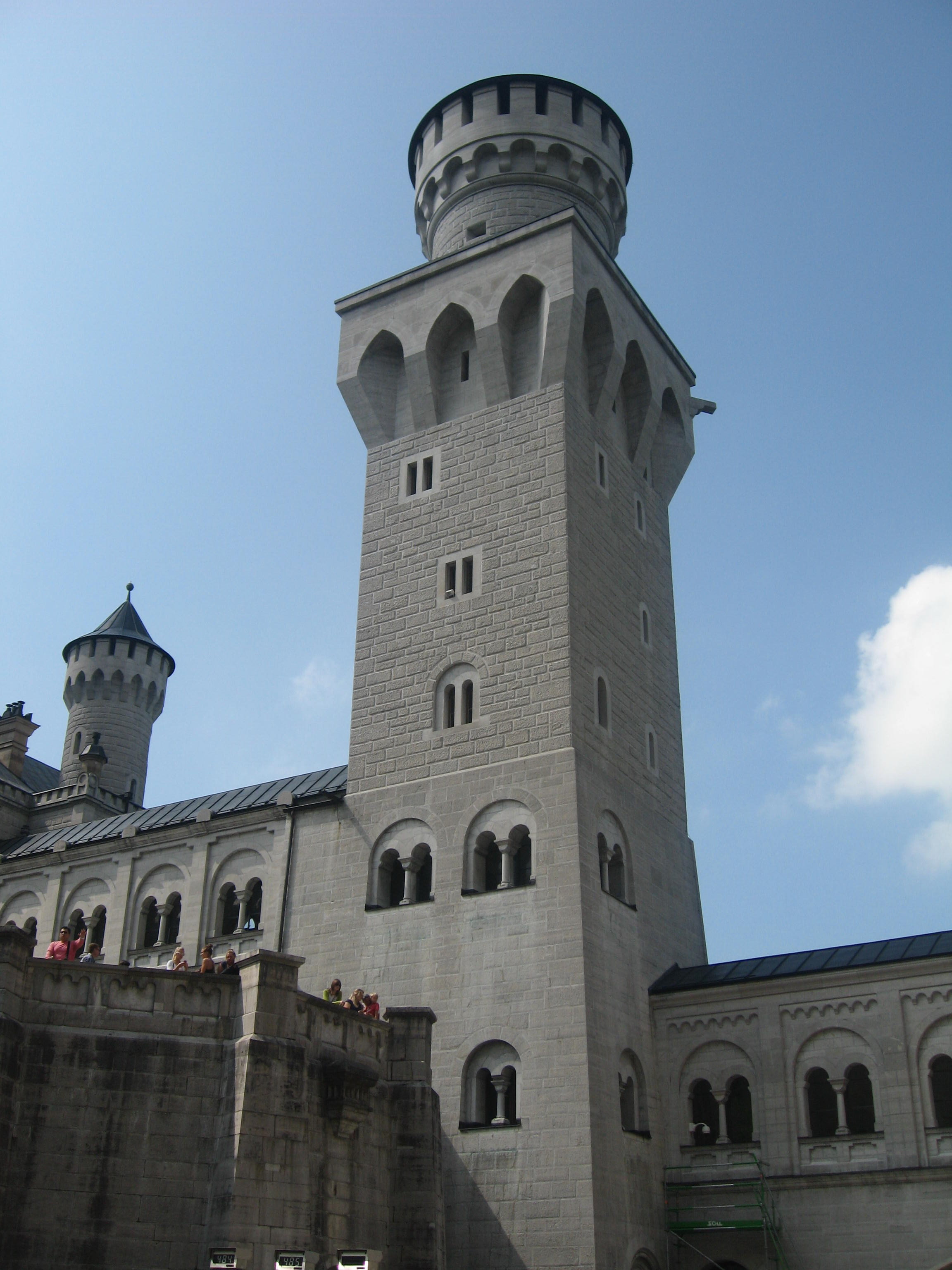
Turn de pază
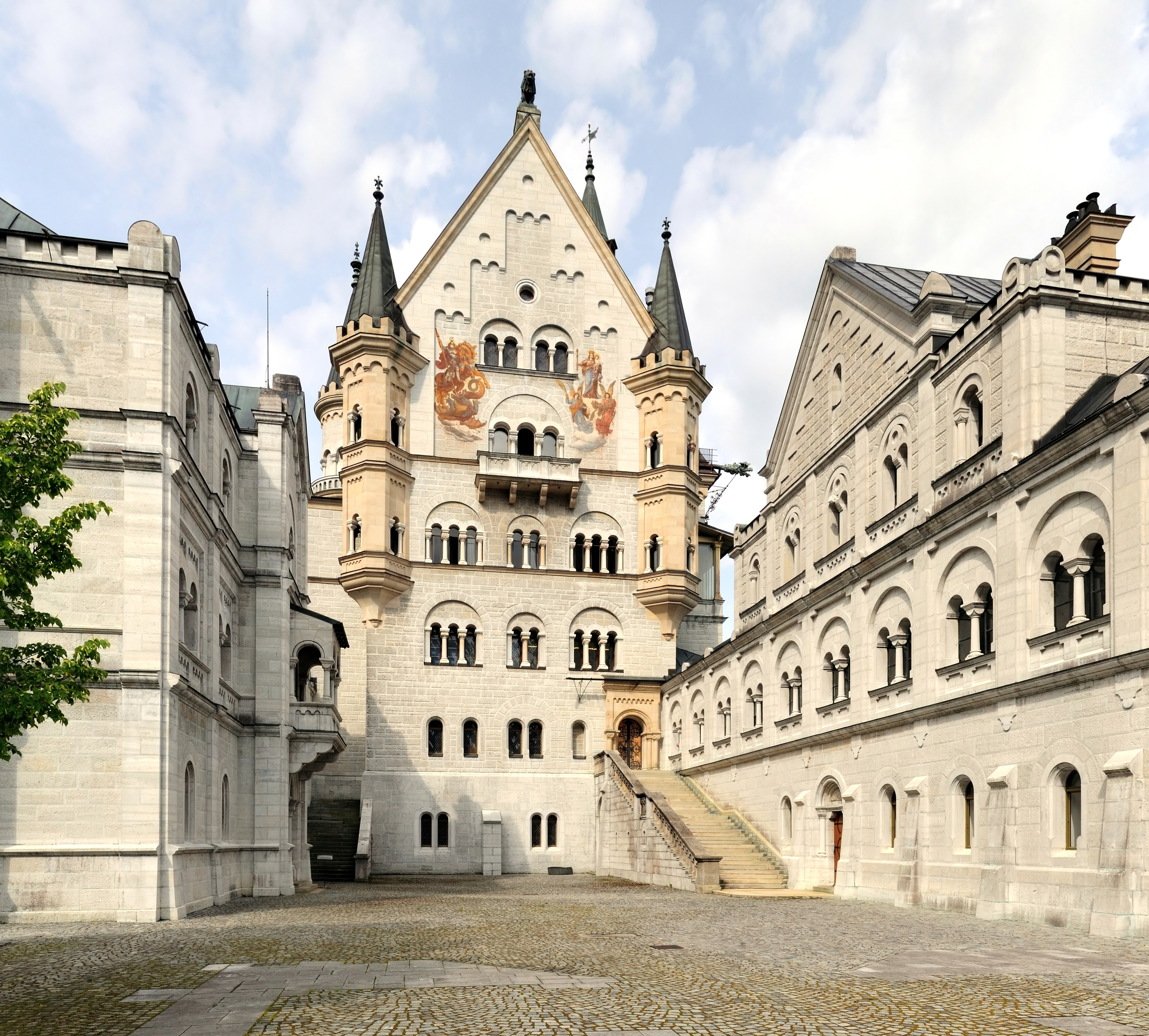
Castelul Neuschwanstein, vedere din locaţia capelei nerealizate la nivelul curţii de sus: Budoarul (în stânga), partea din faţă a palatului şi Casa Cavalerilor (în dreapta)
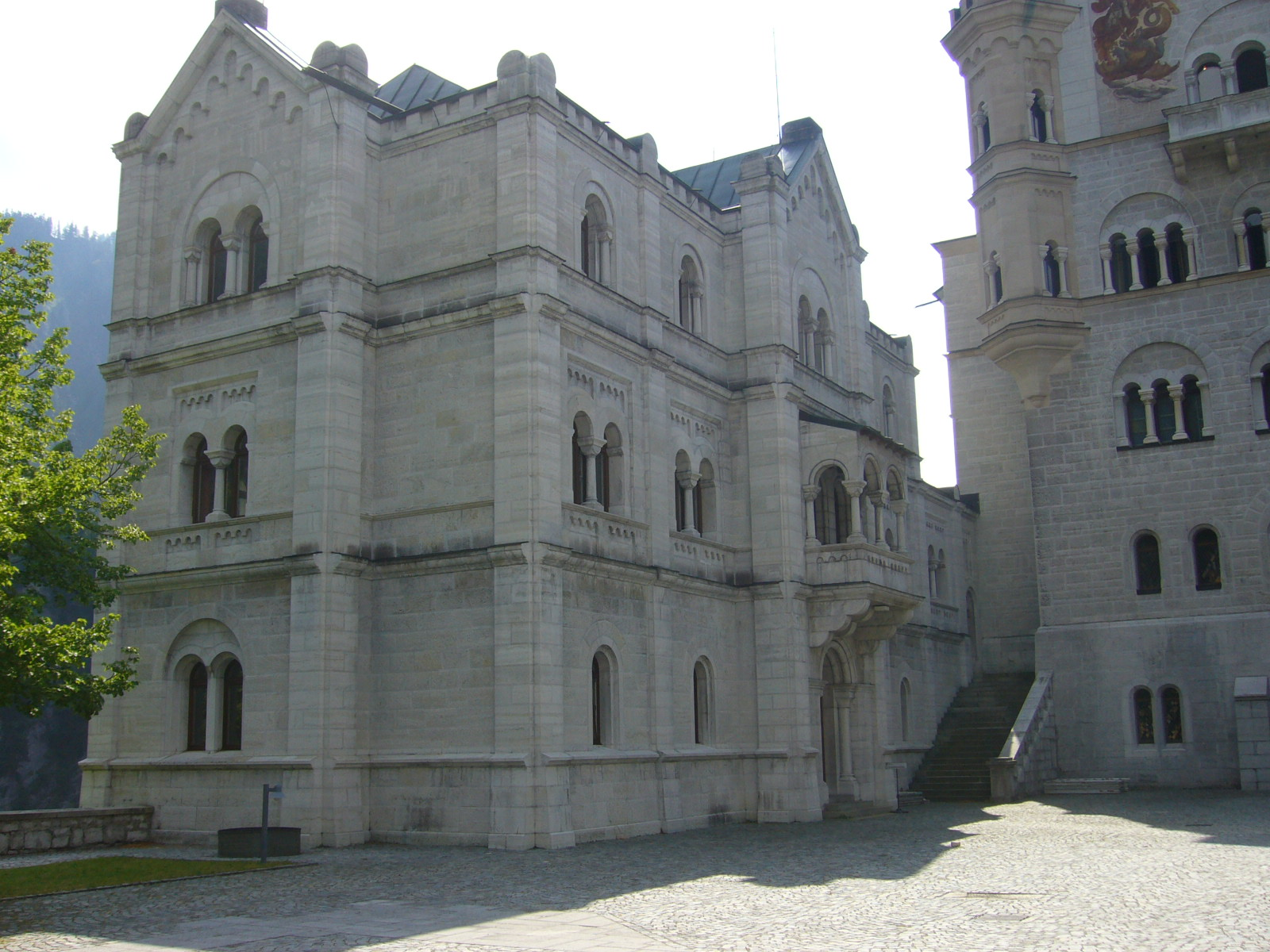
Budoarul
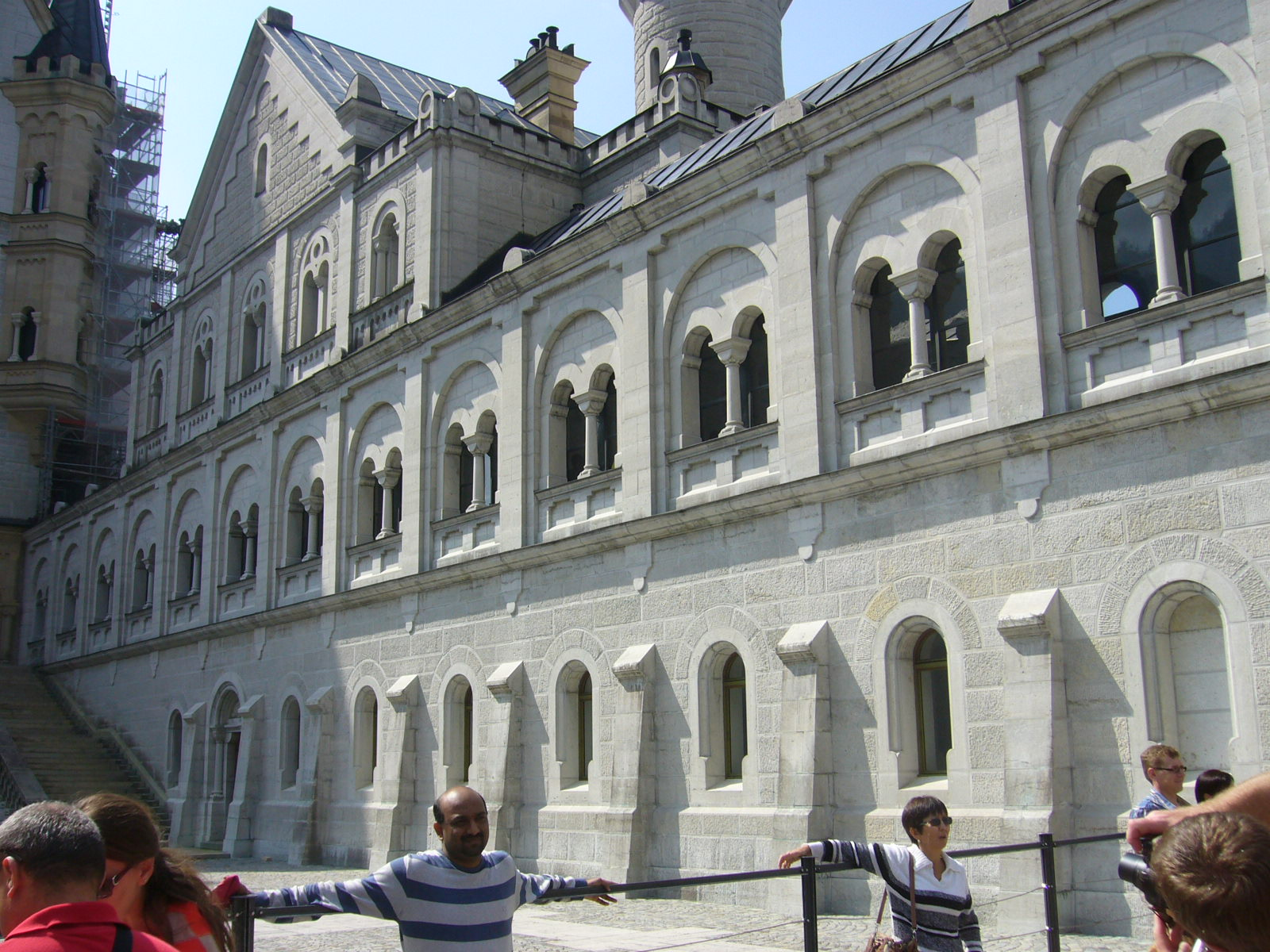
Casa Cavalerilor